# Tarsius wallacei
Tarsius wallacei és una espècie de tarser endèmica de Cèlebes (Indonèsia). Fou descrita l'any 2010 per Stefan Merker. El seu hàbitat natural són els boscos primaris, secundaris i degradats. No es coneix gaire cosa sobre el seu mode de vida, però es creu que s'alimenta principalment d'insectes. Aquest tarser està amenaçat per la destrucció d'hàbitat i la petitesa de la seva distribució.